# فرودگاه پرویدنیا بای
فرودگاه پرویدنیا بای (به روسی: Аэропорт «Бухта Провидения») فرودگاهی عمومی واقع در پرویدنیا در شبه‌جزیره چوکچی از ناحیه خودگردان چوکوتکا کشور روسیه احداث شده‌است و توسط چوکوتاویا اداره می‌شود.

## شرکت‌های هواپیمایی و مقصدهای پروازی
Chukotavia operates infrequent service to the regional capital Anadyr, usually 3-5 times a month. It also operates scheduled helicopter services around the region using a میل ۸, such as to Enmelen، Egvekinot and Lavrentiya.
Bering Air operates chartered tourist flights several times a year using small aircraft such as Beechcraft 1900 and CASA C-212 Aviocar.
| شرکت‌های هواپیمایی | مقصدهای پروازی |
| ----------------- | -------------- |
| Bering Air        | چارتر: نوم     |
| چوکوتاویا         | اوگولنی        |